# Rob Thomas (muzikant)
Robert Kelly (Rob) Thomas (Landstuhl (Duitsland), 14 februari 1972) is een Amerikaanse musicus en de zanger van de band Matchbox Twenty (oorspronkelijk Matchbox 20) en daarvoor Tabitha's Secret.
Thomas is vooral bekend door de samenwerking met Santana, Smooth, van het album Supernatural uit 1999.
Hij is getrouwd met Marisol Maldonado sinds 1999, en heeft een zoon Maison Avery uit een eerdere relatie.
Op 19 april 2005 kwam zijn soloalbum Something to be, waarop onder anderen John Mayer en Kyle Cook meespelen. De eerste single van dit album is This Is How A Heart Breaks.
Rob Thomas bracht in 2007 het nummer Little Wonders, dat gebruikt werd voor de soundtrack van de film Meet the Robinsons. Dit nummer haalde in de Amerikaanse hitlijsten tot nu toe de 58ste plek.

## Discografie
| Album met eventuele hitnotering(en) in de Nederlandse Album Top 100 | Datum van verschijnen | Datum van binnenkomst | Hoogste positie | Aantal weken | Opmerkingen |
| ------------------------------------------------------------------- | --------------------- | --------------------- | --------------- | ------------ | ----------- |
| Something to be                                                     | 19-4-2005             | 28-5-2005             | 64              | 3            |             |

| Single met eventuele hitnotering(en) in de Nederlandse Top 40 | Datum van verschijnen | Datum van binnenkomst | Hoogste positie | Aantal weken | Opmerkingen                 |
| ------------------------------------------------------------- | --------------------- | --------------------- | --------------- | ------------ | --------------------------- |
| Smooth (met Santana)                                          | 29-06-1999            | -                     | tip 2           | -            | Nr. 40 in de Single Top 100 |
| Smooth (met Santana)                                          | 29-06-1999            | 17-6-2000             | 37              | 2            | Nr. 40 in de Single Top 100 |
| Lonely no more                                                | 06-05-2005            | 7-5-2005              | 21              | 8            | Nr. 39 in de Single Top 100 |

### NPO Radio 2 Top 2000
| Nummer met noteringen in de NPO Radio 2 Top 2000 | '03 | '04 | '05  | '06  | '07  | '08  | '09  | '10  | '11  | '12  | '13  | '14  | '15  | '16  | '17  | '18  | '19  | '20  | '21  |
| ------------------------------------------------ | --- | --- | ---- | ---- | ---- | ---- | ---- | ---- | ---- | ---- | ---- | ---- | ---- | ---- | ---- | ---- | ---- | ---- | ---- |
| Smooth (met Santana)                             | 884 | 925 | 1175 | 1318 | 1641 | 1324 | 1361 | 1580 | 1315 | 1276 | 1110 | 1100 | 1253 | 1643 | 1473 | 1603 | 1611 | 1803 | 1871 |

1. ↑  Een vetgedrukt getal geeft de hoogste notering aan.
2. ↑  2003 was het eerste jaar met een notering voor dit nummer.
3. ↑  Deze tabel is bijgewerkt tot en met de laatste editie (2024).